# Heinrich Wilhelm Sonnemann
Heinrich Wilhelm Sonnemann, vaak W.H. Sonnemann, (Kirchboitzen, 30 oktober 1843- Amsterdam, 25 mei 1887) was een Nederlands kapelmeester.
Sonnemann was korporaal muzikant in de Hannöverische Armee. In 1871 was hij kapelmeester van het Instructie Bataljon, gelegerd in Kampen; een harmonieorkest dat soms strijkers inschakelde. Op 1 september 1872 begon hij in diezelfde functie bij het orkest van het 7e regiment infanterie dat eerst in Utrecht gelegerd was. Dat orkest had met Schmelling en F.A.G. Krönig een traditie opgebouwd met Duitse kapelmeesters. Hij kwam echter in de plaats van F.W. Noot. In de periode daaropvolgend werd dat orkest verplaatst naar Amsterdam. Het had in die periode behoefte aan (nieuwe) houtblazers. Het orkest werd ingeschakeld door de "Vereeniging tot Veredeling van het Volksvermaak" (verheffing van het volk). Er volgden in 1875 vier concerten in het Vondelpark, andere orkesten tijdens een serie van negen waren het Parkorkest van Willem Stumpff en het Schutterijorkest van Johan Eduard Stumpff. Het jaar daarop moesten in totaal twaalf concerten gegeven worden. Sonnemann opende niet zelden met zijn eigen werk Jubileummarsch, dat refereerde aan het 25-jarig jubileum van koning Willem III der Nederlanden. Het orkest was ongeveer veertig man sterk. Vanaf 1875 werd voorts gewerkt aan de uitbreiding van het orkest met strijkinstrumenten. Het werven van kundig personeel was moeilijk; er werd uitgeweken naar onder andere Arnhem en Duitsland. Dat maakte het mogelijk om op 5 oktober 1875 met een symfonieorkest op te treden in het "Park", ongeveer op de plaats van het Wertheimpark. Het orkest breidde haar werkterrein in die jaren uit met optredens in Het Gooi. Ook nog in 1875 begon het orkest (zowel harmonie- als symfonieorkest) aan een reeks concerten die werd gegeven in de sociëteitstent van het "Buiksloter-Tolhuis" (het orkest zou er tot haar opheffing in 1923 regelmatig vertoeven). Andere concerten vonden al dan niet in burgerkleding plaats in "Café Westerhoofd" aan De Ruijterkade, "Maison Stroucken" (Weteringschans) en de Amsterdamse Stadsschouwburg; zelfstandig dan wel ter opvulling van pauzes in toneelvoorstellingen. Het mondde in 1878 uit in een concertreis langs de grote steden in Nederland. Daarbij kreeg het orkest de bijnaam de "Kapel van Sonnemann". Voor het symfonieorkest koos Sonnemann regelmatig voor de symfonieën van Ludwig van Beethoven. Het orkest groeide maar langzaam, 1881 42 man. Een slepende ziekte deed langzaam haar intrede met een kleine herstelperiode in het voorjaar van 1887; het was een laatste stuiptrekking.     
Hij werd begraven op de Oosterbegraafplaats.  Er kwam een rouwstoet op gang van zijn woning aan het Alexanderplein langs de Oranje Nassaukazerne. De muziek werd verzorgd door het Paleisorkest. Er werd een liefdadigheidsconcert georganiseerd in het Paleis voor Volksvlijt ter financiële ondersteuning van zijn weduwe en gezin (zij overleed in 1933). Het orkest werd toen gedirigeerd door Sonnemanns opvolger Johannes Zaagmans.
Zijn overlijden was landelijk nieuws tot in Nederlands-Indië.  
Hij was getrouwd met Sophia Ernestina Strauss uit Celle.